# Пожарув (Любуське воєводство)
Пожарув (пол. Pożarów, нім. Brennstadt) — село в Польщі, у гміні Жагань Жаґанського повіту Любуського воєводства.
Населення — 217 осіб (2011).
У 1975-1998 роках село належало до Зеленогурського воєводства.

## Демографія
Демографічна структура станом на 31 березня 2011 року:
|          | Загалом | Допрацездатний вік | Працездатний вік | Постпрацездатний вік |
| -------- | ------- | ------------------ | ---------------- | -------------------- |
| Чоловіки | 115     | 19                 | 88               | 8                    |
| Жінки    | 102     | 13                 | 65               | 24                   |
| Разом    | 217     | 32                 | 153              | 32                   |